# Schitu Deleni, Olt
Schitu Deleni este un sat în comuna Teslui din județul Olt, Muntenia, România.